# Мирёнки
Мирёнки (чув. Мирёнки; офиц. Миренки) — село в Алатырском районе Чувашской Республики. Административный центр Мирёнского сельского поселения.

## Географическое положение
Село расположено в 13 км к северу от районного центра, Алатыря. Ближайшая железнодорожная станция — Алатырь — расположена там же. Село находится на левом берегу реки Миролейка.

## История
Село возникло в XVII веке. Историческое название — «Архангельское, Мирьянки тож». Жители села до 1631 года являлись помещичьими крестьянами, до 1764 года — монастырскими крестьянами Алатырского Свято-Троицкого монастыря, до 1786 года — экономическими крестьянами, до 1835 года — государственными крестьянами, до 1863 года — удельными крестьянами.
В 1780 году, при создании Симбирского наместничества, село Архангельское Миренки, экономических крестьян, вошло в состав Алатырского уезда. С 1796 года — в Симбирской губернии.
В 1859 году село Миренки, по почтовому тракту из г. Алатыря в г. Курмыш, находилось в 1-м стане Алатырского уезда Симбирской губернии. Имелось: церковь православная, две удельных фермы.
К середине XIX века в селе, наряду с православными, проживали и скопцы, члены общины, возглавляемой алатырским купцом Милютинским.
В 1875 году открыто земское училище. В 1896 году прихожанами был построен новый деревянный храм. Престолов в нём три: главный — в честь иконы Божией Матери Всех скорбящих Радости, в правом приделе — во имя Архистратига Божия Михаила и в левом — во имя Святителя и Чудотворца Николая. При роднике (вверх от храма) есть часовня, построена в 1892 году. Церковь действовала всё время, кроме 1941—1945 годов, в 2012 году сгорела, в 2013 году отстроена заново.
По состоянию на начало XX века в селе функционировала паровая мельница.
В 1929 году в селе организован колхоз «Красный передовик».
По состоянию на 1 мая 1981 года село Мирёнки Мирёнского сельского совета — в составе совхоза «Алатырский»:79.

### Административная принадлежность
Село в составе: Кувакинской волости (до 15 апреля 1924 года) Алатырского уезда Симбирской губернии, Алатырской волости (до 1 октября 1927 года) Алатырского уезда Ульяновской губернии, Чувашской АССР:291, Алатырского района (с 1 октября 1927 года до 1 марта 1935 года), Кувакинского района (до 26 ноября 1956 года). После упразднения Кувакинского района, с 26 ноября 1956 года — вновь в Алатырском районе.

Сельский совет: Миренский (с 1 октября 1927 года):193.

## Население
| 2010 | 2012 |
| ---- | ---- |
| 665  | ↘640 |

Число дворов и жителей:
- 1703 год — 14 дворов, 70 человек.
- 1746 год — 386 мужчин.
- 1780 год — 342 мужчины[4].
- 1795 год — 90 дворов, 287 мужчин, 300 женщин.
- 1859 год — 141 двор, 1441 человек[5].
- 1897 год — 341 двор, 1042 мужчины, 1131 женщина.
- 1900 год — 227 дворов, 908 мужчин, 1027 женщин[7].
- 1927 год — 435 дворов, 1018 мужчин, 1301 женщина.
- 1939 год — 888 мужчин, 1046 женщин.
- 1979 год — 499 мужчин, 642 женщины.
- 2002 год — 353 двора, 825 человек: 390 мужчин, 435 женщин.
- 2010 год — 302 частных домохозяйства, 665 человек: 310 мужчин, 355 женщин[2].

По данным Всероссийской переписи населения 2002 года в селе проживали 825 человек, преобладающая национальность — русские (100 %).

## Инфраструктура
В селе действуют: фельдшерский пункт, клуб, библиотека, отделение связи. Функционирует сельскохозяйственное предприятие КиПиАй Агро.

## Памятники и памятные места
- Обелиск воинам, павшим в Великой Отечественной войне 1941—1945 годов.
- Пушка-памятник «Никто не забыт, ничто не забыто. 1941—1945 гг.»[14].

## Уроженцы
- Пигалёв Иван Александрович (1891, Мирёнки, Алатырский уезд — 1962, Москва) — советский врач, доктор медицинских наук (1935), профессор (1939), член-корреспондент АМН СССР (1960). Заслуженный деятель науки РСФСР.
- Одинцов, Пётр Никитич — российский и советский учёный, доктор химических наук, академик Академии наук Латвийской ССР (1960), специалист по химической технологии древесины.